# Kevin o Chris
Kevin o Chris (talvolta MC Kevin o Chris), pseudonimo di Kevin de Oliveira Zanoni (Duque de Caxias, 5 dicembre 1996), è un cantante brasiliano.

## Biografia
Kevin o Chris si è fatto conoscere dopo che Ela é do tipo, il brano più consumato in Brasile durante il mese di aprile 2019 secondo la Pro-Música Brasil, ha guadagnato un remix doppio platino con la partecipazione del canadese Drake. Il successo ottenuto dal brano ha fatto in modo che l'artista ricevesse una nomination agli MTV Europe Music Awards 2019, e nuovamente nel 2023, nella categoria di miglior artista brasiliano.
Nel maggio 2023 viene pubblicata la hit triplo diamante Tá OK, il cui remix è stato inciso in collaborazione con i colombiani Maluma e Karol G. La versione originale del brano ha trascorso otto settimane consecutive al numero uno nella Brazil Songs, mentre in Portogallo, dove è stato certificato settuplo platino dalla Associação Fonográfica Portuguesa con 70 000 unità equivalenti, è rimasto al vertice della hit parade per quindici settimane di fila; inoltre, ha fatto ingresso nella Schweizer Hitparade. Faz um vuk vuk (Teto espelhado), estratto dall'EP Tamborzão raiz: Vol 2, è stato il suo secondo singolo a imporsi in cima alla classifica di Billboard, ottenendo la certificazione di triplo diamante per le 900 000 unità accumulate.
Nell'aprile 2025 Kevin o Chris è finito in lizza per due riconoscimenti al Prêmio da Música Brasileira, uno per l'artista funk e l'altro per la pubblicazione funk con Sua preferida (2024).

## Discografia

### Album dal vivo
- 2020 – Evoluiu: Ao vivo
- 2021 – Todo mundo ama o Chris
- 2022 – Sonho de garoto: Ao vivo
- 2022 – Tamborzão raiz
- 2025 – Eu sou o Rio, Volume 1 (Ao vivo)
- 2025 – Eu sou o Rio, Volume 2 (Ao vivo)

### EP
- 2019 – #TBT das brabas
- 2019 – Eu sou o Rio
- 2020 – Evoluiu, Pt. 2: Ao vivo
- 2021 – Da pista pra favela
- 2022 – Covardia
- 2022 – Satélite
- 2023 – Tamborzão raiz: Vol 2
- 2023 – Eu amo Rio, eu amo SP (con MC Livinho)
- 2023 – Tamborzão raiz: Vol. 3 (con K.O.C.)
- 2024 – Tamborzin do Kosta (con Kosta)
- 2024 – Manda pra elas

### Singoli
- 2018 – Tu tá na Gaiola
- 2018 – Eu vou pro baile da Gaiola
- 2018 – Seja bem-vinda na Gaiola
- 2018 – Mente de vilão (con Alysson)
- 2018 – Finalidade era ficar em casa
- 2018 – Proposta (con MC Neguinho do ITR)
- 2018 – Se entrega e vem sem medo (solo o con DJ DN de Caxias)
- 2018 – Churrascada e piscina
- 2018 – Joga sem parar (con Jojo Maronttinni e DJ Batata)
- 2018 – Vamos pra Gaiola (con FP do Trem Bela)
- 2019 – Chama, vem (con DJ Tubarão)
- 2019 – Eita novinha (con MC Max)
- 2019 – Pegada dos maloca (con MC Nego Blue)
- 2019 – Ela é do tipo (solo o feat. Drake)
- 2019 – Evoluiu (con Sodré)
- 2019 – Pitbullzado loratcho bradock (con DJ Zullu)
- 2019 – Desce balão sobe princesa (con MC Vitinho Avassalador)
- 2019 – Namorar não dá (con Vitor Canetinha)
- 2019 – Espera eu chegar (con MC Cajá)
- 2019 – Pá em todo mundo (con Dennis)
- 2019 – Relaxa e toma (con Dennis)
- 2019 – Vizinha (con Dennis)
- 2019 – Qual vai ser (con MC Max e Kiam Quaresma)
- 2019 – Vem Movimentando (con DJ Batata)
- 2019 – Trilogia 150 (con MC Roger e PG)
- 2019 – Duas da manhã (con DJ Gabriel do Borel)
- 2019 – Ta dando briga
- 2019 – Fica de 4 e toma
- 2019 – Dia de baile (con Mc Calvin)
- 2019 – Minha mina me pegou com outra (feat. Leo do Grau, PDR & 2C)
- 2019 – Resenha lá em casa (con Pocah)
- 2019 – Hit contagiante (con Felipe Original)
- 2019 – Linda Índia
- 2019 – Satélite no setor (con Davizão)
- 2019 – Putona (con MC Léo Do Grau, MC 2C e MC PDR)
- 2019 – Cara de trem (con MC Max)
- 2019 – Tremendo e sentando (con MC Delta)
- 2019 – Morena cor do pecado (con DJ Juninho 22)
- 2019 – Sem você não sou ninguém (con MC Calvin)
- 2019 – Música pra fazer sexo (con MC Davizão)
- 2019 – Rebola na minha (con Nego do Borel)
- 2019 – Um bom malandro (con Sodré e MC Maneirinho)
- 2019 – Aquece no cacete/Kika uma vez, kika de novo (con DJ Felipe Único)
- 2019 – Desejo (con Calvin e Alysson)
- 2019 – Rola os dados (con Gaab)
- 2019 – Na onda (con Orochi e Kizzy)
- 2019 – Cafajeste (con Cego Abusado)
- 2019 – Repara (con MC Rebecca e WC no Beat)
- 2020 – Puxando lança no barco cheio de piranha (con MC Poze do Rodo e DJ Alex da Baixada)
- 2020 – Romance proibido (con Ferrugem)
- 2020 – Deixa a pepeca (con MC JottaPê)
- 2020 – Deixa rolar (con L.A. Rock)
- 2020 – BPM 170
- 2020 – Dentro de você (con Filipe Ret)
- 2020 – Resenha (con MC Davizão, MC Menor Thalis, MC Negrosim, MC Dured, MC PG e Kroos)
- 2020 – Senta contraindo (con MC Alysson)
- 2020 – Maneirinha
- 2020 – Quero você (con Donatto)
- 2020 – Senta na vara (con MC Alysson)
- 2020 – Pode jogar
- 2020 – A gente
- 2020 – Resenha clandestina (con MC TH)
- 2020 – É o mundo (con Dennis)
- 2020 – Vai rabetão (con MC Kekel)
- 2020 – Funk total: Câmera lenta (con i Piso 21)
- 2020 – Quarentena (con Angel)
- 2020 – 5 estrelas (con Papatinho e will.i.am)
- 2020 – Funkeiro sim (con MC Marks e MC Nathan)
- 2020 – Festa de patrão (con DJ Will 22 e MC Hariel)
- 2020 – Churrasco na laje (con Mãolee, Dfideliz e Gaab)
- 2020 – Sacanagem liberada (con MC PG)
- 2020 – Aquece no cacete faz macete desce (con Biu do Piseiro)
- 2020 – Aqui na Funk House (con Kroos)
- 2020 – Prioridadezona
- 2021 – Proposta
- 2021 – Saudade né? (con Dilsinho)
- 2021 – Cafachorragem (con MC Du Black)
- 2021 – Senta e não para (con BR da Tijuca)
- 2021 – Soco na pussy (con Miury DJ)
- 2021 – Bilhete premiado (con Gabily)
- 2021 – Recaída (con Jon Jon)
- 2021 – Sexta feira no mirante (con DJ Nem do Santuário, Dióculos DJ e DJ Jr da Mangueirinha)
- 2021 – Trabalho lindo (con MC Lya Queiroz e Dióculos DJ)
- 2021 – Que intimidade ela tem (con MC WL)
- 2021 – Depois que você chegou
- 2021 – Ela tá movimentando (con Dulce María)
- 2021 – Aquecendo (con MC PG)
- 2021 – Onde eu quiser (con Choji)
- 2021 – Baila pra mim (con Pedro Bernadino e DJ Lucas Marquez)
- 2021 – Pablo Escobar (con Gbzin e Kroos)
- 2021 – Minha city (con Papatinho e BK feat. Duda do Borel e Gilklan)
- 2021 – Sirene Automotiva (con MC Decão)
- 2021 – Deixa se envolver (Spring Love) (con R3hab e Luck Muzik)
- 2022 – Época da escola (con PK e Portugal no Beat)
- 2022 – Revoada dos MLK (con Greg Ferreira e Akaio MC)
- 2022 – Ritmo agressivo (con Léo Santana)
- 2022 – Conexão 011x021 (con DJ Alex da Baixada, MC Alysson, Lima, MC Negu, Raycco e MC Moreno)
- 2022 – Tu é bandida (con Gbzin)
- 2022 – Deixa eu sarrar (con BR da Tijuca)
- 2022 – Da uma rebolada (con Davi Kneip)
- 2022 – Pique dos cria (con Kroos)
- 2022 – Deixa fluir
- 2022 – Bandida (con MC 2Jhow)
- 2022 – Passa a buceta na glock (con DJ Nem do Santuário DJ Jr da Mangeirinha)
- 2022 – O plano (con David Carreira)
- 2022 – Incendeia
- 2022 – Saída 7
- 2022 – Deixa ele pra lá
- 2022 – Entre todas (con MC Gabzin e DJ SV)
- 2022 – Frequência
- 2022 – Incendeia (con Felipe Original)
- 2022 – Quebrando tudo
- 2022 – Você é demais
- 2022 – Selena (con Ponce De'leioun e Nagalli)
- 2022 – Depois do baile (con Double Drip, MC 2C e MC Léo Do Grau)
- 2022 – Aquecimento passa e sarra
- 2022 – Incendeia
- 2022 – Foi no baile (con R10 o Pinta)
- 2022 – TBT (con MC KS e DJ Noiskita)
- 2022 – Ela era (con Vitor Canetinha)
- 2022 – Movimenta (con DJ Biel do Furduncinho)
- 2023 – Vai piranha se envolve (con DJ Feijão do Anaia)
- 2023 – Tipo Cardi B (con Thiaguinho MT e JS o Mão de Ouro)
- 2023 – Maliciosa (con Marvvila)
- 2023 – Noite do crime (con MC Skot)
- 2023 – Você não deu valor
- 2023 – Noite estrelada (con DJ Maia)
- 2023 – Tá OK (con Dennis e/o Maluma e Karol G)
- 2023 – Hipnotiza (Desce vai desce) (con MC Menor HR)
- 2023 – Ombrim (con MC Ryan SP e Buarque)
- 2023 – Vivendo intensamente/Colecionador de piranha
- 2023 – Sarradinha (con Os Hawaianos)
- 2023 – Barulhinho (con Pocah e Luck Muzik)
- 2023 – Faz um vuk vuk (Teto espelhado) (con DJ NK da Serra e MC Magrinho)
- 2023 – Bota (con MC Pipokinha e Tr3vas)
- 2023 – Aquecimento da DJ Thamara (con DJ Thamara)
- 2023 – Real Everywhere (con Deva e Scridge)
- 2023 – Mó negoção (con Valesca Popozuda e Mousik)
- 2023 – Perfume diferente (con Belo e Mousik)
- 2023 – Se entrega e vem sem medo (con DeeDee Beatz)
- 2023 – Na intenção (con DJ Alex da Baixada)
- 2023 – Movimento (con K.O.C.)
- 2023 – Outro planeta (con K.O.C.)
- 2024 – Pa pa pa (con MC Siena)
- 2024 – Tão boa
- 2024 – Tá Vendo Aê (con MC Kekel)
- 2024 – Recadin no espelho (con Luísa Sonza)
- 2024 – Na onda (con Marquinho no Beat e MC PG)
- 2024 – Pega escandaloso (con Luan Santana)
- 2024 – Quantas histórias (con Jotta R e Lima)
- 2024 – Mina sagaz (con MC Gabzin e DJ SV)
- 2024 – Essa noite (con Kosta)
- 2024 – Vem jogando tudo (con Kosta ed Estevan Neto)
- 2024 – Senta em câmera lenta (con Kosta e MC Neu)
- 2024 – Sarra na glock (con Gbzin e Koc)
- 2024 – Faroeste (con FP do Trem Bala, Los Brasileros e King Saints)
- 2024 – Tem que ter dom
- 2024 – A culpa não é minha (con MC Jacaré)
- 2024 – 10 minutos dos cria do Rio (con DJ Denilson o Clínico e MC GW)
- 2024 – Qual vai ser? (con DJ GV de Campos)
- 2024 – Mente de vilão (con MC Alysson)
- 2024 – Noite de loucura (con Tropa do Bruxo e SMU feat. MC Nanziinho e DJ Jr Felix)
- 2024 – Sentando firme (con DJ Alex da Baixada)
- 2024 – Mina nāo importa sua idade (con MC TH e DJ Alex da Baixada)
- 2024 – De lança na mão (co MC Caja, MC PG e DJ Yan do Flamenco)
- 2024 – Sexta feira no complexo (con DJ Alex da Baixada e MC Alysson)
- 2024 – Sensacional (con Koc)
- 2024 – Apimenta nosso lance
- 2024 – Vem pra minha treta (con DJ NK da Serra e MC Magrinho)
- 2024 – Ouris Love (con DJ Lucas de Paula, Gordão do PC e MC Caja)
- 2024 – Sua preferida (con Ludmilla e Wiu)
- 2024 – Meu fechamento (con MC Guizinho Niazi, MC GH do 7 e DJ João Quiks)
- 2024 – Tanto faz (con Kosta)
- 2024 – Segura a fera
- 2024 – Sprite (con Matheus Fernandes)
- 2024 – Elevando a vibe(con DJ JL o Único e Kosta)
- 2024 – Então taca (con MC PG e DJ Pelé)
- 2025 – Lá do mirante (con DJ NT da Serra e DJ BN)
- 2025 – Dessa vez
- 2025 – Profundamente (con Los Brasileros e Wiu)
- 2025 – Só com voê (con Koc)
- 2025 – Aquecimento brilho do destino (con Koc)
- 2025 – Copo de gin (con Portugal no Beat, MC PH, MC Rodrigo do CN e Zé Felipe)
- 2025 – Flexiona (con Biel do Furduncinho)
- 2025 – Hoje é sexta-feira (con Koc)
- 2025 – Ela não é mais moça (con Koc)
- 2025 – Parei, avistei (con MC Durrony)
- 2025 – O dinheiro move
- 2025 – Sobe balão desce princesa (con CJNoBeat e MC Vitinho Avassalador)
- 2025 – Vai rebola pro pai (con CJNoBeat)
- 2025 – Não é só tesão (con Dom)
- 2025 – Bandida sexy
- 2025 – Chupa
- 2025 – Incendeia (con CJNoBeat)
- 2025 – Bagunçando a nossa cama
- 2025 – Cheia de malícia (con DJ Psico de Caxias e DJ DN de Caxias)
- 2025 – Se concentra e senta (con DJ DN da VR, Almir Delas e DJ Carlinhos)
- 2025 – Outro planeta (con DJ Katrip e Detagaz)
- 2025 – Pitbullzado (con CJNoBeat, MK no Beat e Teko Bolado)
- 2025 – Senta kika (con DJ Ramon Sucesso)
- 2025 – É o bicho (con DJ Davy Felipe)
- 2025 – Licor 43 (con DJ CZ e MC Siena)
- 2025 – Você joga sujo (con DJ David MM)